# Причал 21
44°38′16″ пн. ш. 63°33′57″ зх. д. / 44.6378° пн. ш. 63.5658° зх. д.
Причал 21 був терміналом океанських лайнерів та імміграційним пунктом з 1928 до 1971 років у Галіфаксі, Нова Шотландія, Канада. Майже один мільйон іммігрантів прибули до Канади через причал 21, і це останній з морських портових імміграційних пунктів у Канаді. Об'єкт часто порівнюють із визначною американською імміграційною територією Елліс-Айленд. Колишній імміграційний заклад зараз зайнятий Канадським музеєм імміграції, Коледжем мистецтва та дизайну Нової Шотландії, а також різними орендарями роздрібної торгівлі та студій.

## Передісторія
Гавань Галіфаксу разом із Квебеком і Вікторією, Британська Колумбія, були основними портами для імміграції до Канади в епоху пароплавства. Причал 2 у районі Норт-Енд Галіфакса, також відомий як «Глибоководні причали», був побудований у 1880 році для обслуговування потоку іммігрантів, які прибували на океанських лайнерах. Він також служив основним терміналом для військових і госпітальних кораблів під час Першої світової війни. Однак до 1913 року, року піку імміграції в Канаду, стало зрозуміло, що зростаючий розмір океанських лайнерів і зростання імміграції потребуватимуть більшого об’єкта. Були розроблені плани нового інтегрованого об’єкта, що поєднував океанські суднові лінії з залізницею  в південній частині Галіфакса.

## Будівництво
Будівництво затрималось через Першу світову війну та вибух у Галіфаксі. Проте до 1928 року комісія порту Галіфакс констатувала завершення будівництва океанських терміналів, великого комплексу вантажних причалів, зернових елеваторів, нової залізничної станції та 183-метрового, двоповерхового навісу, все це разом становило новий Причал 21. Термінал мав площу 20 500 м2 для вантажних перевезень і був побудований із сталевих конструкцій з цегляними стінами та дерев’яними дахами. Він був розділений на причали № 20, № 21 і № 22 і виходив на довгий морський пірс, до якого могли швартуватись найбільші океанські лайнери.

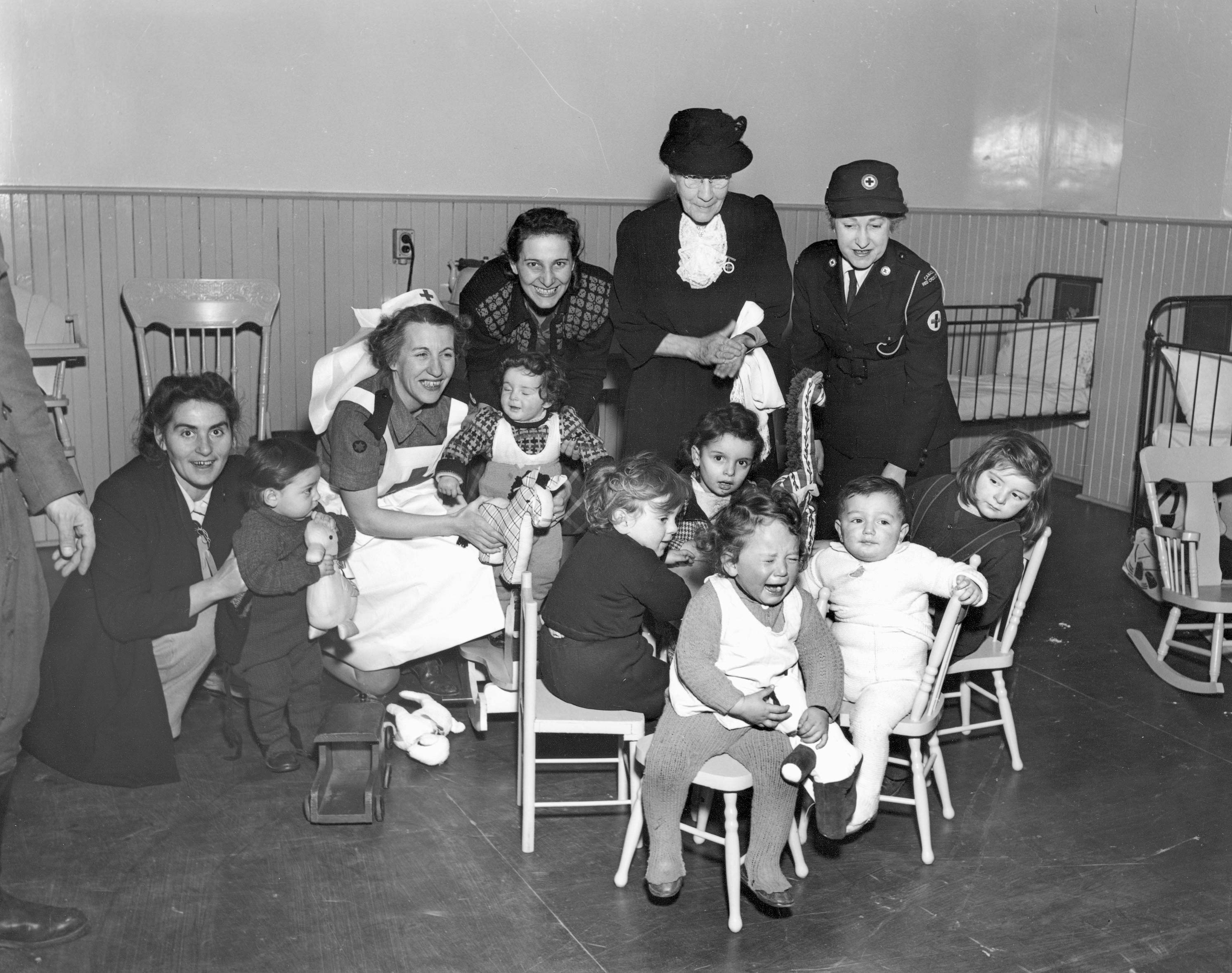
Дитячі ясла Червоного Хреста в прибудові причалу 21, 1948 рік

Імміграційний пункт на другому поверсі споруди 21-го причалу містив актову залу для іммігрантів, а також медичні приміщення та приміщення для утримання. Поруч із головною буловою 21-го причалу була двоповерхова цегляна прибудова, з’єднана з нею галереєю. У прибудові були імміграційні офіси, митниця, залізнична каса та телеграф, а також офіси імміграційних благодійних організацій, таких як Канадський Червоний Хрест, і ресторан, де іммігранти могли поїсти перед довгою поїздкою на захід. Залізничні пасажирські платформи з обох боків прибудови обслуговували п'ять довгих пасажирських і експрес-колій, які обслуговували 21-й причал. Спеціальні пасажирські поїзди для іммігрантів, що складалися з десятків т.зв. колоністських вагонів, доставляли пасажирів із Галіфакса до їхніх нових домівок по всій Канаді. Другий надземний перехід перетинав колії, щоб з’єднати термінал 21-го причалу із залізничною станцією Галіфакс, Нова Шотландія, де більш заможні мандрівники могли сідати на регулярні потяги, такі як Ocean Limited.

## Історія

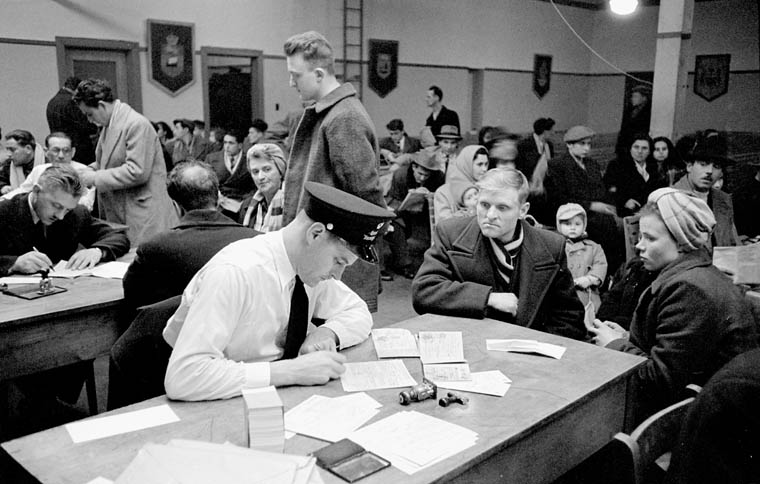
Оформлення новоприбулих на 21-му причалі в 1952 році

Причал 21 відкрився 8 березня 1928 року, а лайнер лінії Holland America SS Nieuw Amsterdam (1905) став першим кораблем, який доставив іммігрантів до Канади через новий термінал. Причал 21 відкрився для роботи в той самий час, коли Канада спустила на воду флот океанських лайнерів під назвою «The Lady Boats», що базувався на 21-му причалі, визнаний «найкращим на континенті», створеним для забезпечення конкурентоспроможності Канади на атлантичних туристичних маршрутах.
21-й причал служив пасажирським терміналом для трансатлантичних лайнерів з 1928 по 1971 рік. Причал був основним пунктом в'їзду для майже мільйона іммігрантів і біженців з Європи та інших країн, а також пунктом, з якого 496 000 військовослужбовців канадських військ вирушили на війну. Об’єкт став неофіційно відомий як «Ворота в Канаду».
У перші роки роботи 21-й причал зустрічав багатьох голландських та англійських іммігрантів, а також працівників, яких спонсорували роботодавці. Однак Велика депресія призвела до серйозних обмежень на імміграцію, і тому кількість прибулих зменшилася. 21-й причал став місцем призначення круїзних суден під час Великої депресії, оскільки гігантські лайнери використовувалися в літніх рекреаційних круїзах з Нью-Йорка до Галіфакса, Нова Шотландія, під час затишних періодів трансатлантичних переходів. 21-й причал приймав найбільші лайнери ліній White Star, такі як RMS Olympic і RMS Majestic, а також лайнери Cunard RMS Berengaria, RMS Mauretania, RMS Aquitania та Belgenlang ліній Red Star Line.

### Друга світова війна

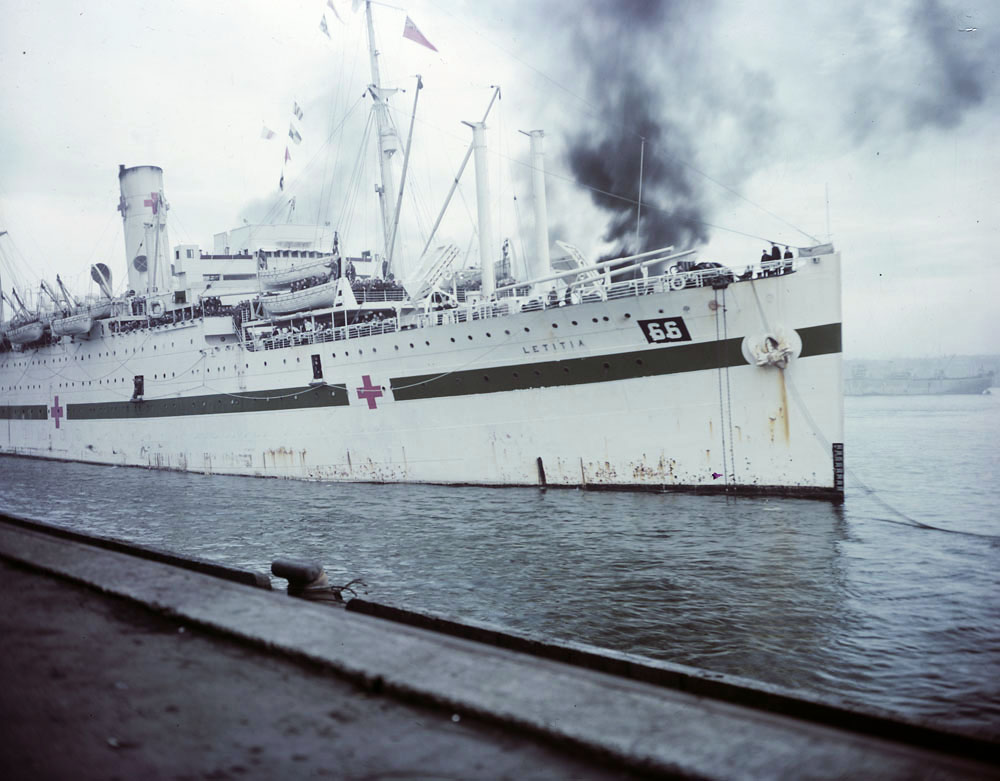
Letitia, госпітальне судно, що прибуло до причалу 21

Війна майже повністю зупинила імміграцію, але 21-й причал швидко став головним портом для завантаження військових кораблів. Канадці та інші сили союзників вантажились на борт сотень переобладнаних океанських лайнерів, починаючи від гігантських RMS Queen Mary та RMS Queen Elizabeth до менших лайнерів, таких як RMS Ascania. У міру того, як війна тривала, на 21-му причалі було створено спеціальну медичну службу для переміщення поранених солдатів із госпітальних кораблів на спеціальні госпітальні поїзди, оскільки госпітальні кораблі Lady Nelson і Letitia доставляли поранених канадців додому. Більшість з понад 90 000 авіаторів, які прибули до Канади в рамках Плану повітряної підготовки Британської Співдружності, зійшли на сушу на 21-му причалі. Понад 2000 дітей, евакуйованих із Сполученого Королівства, прибули на 21-й причал під час війни, рятуючись від Бліц-кріґу. Принцеса Юліана та принц Нідерландів Бернгард прибули на причал 21 під час церемонії на борту голландського крейсера HNLMS Sumatra в 1940 році після вторгнення німців до Нідерландів, на шляху до їхнього притулку під час війни в Оттаві. Вінстон Черчилль чотири рази проходив через 21-й причал, подорожуючи в 1943 і 1944 роках на Квебекську та Вашингтонську конференції. Під час останньої поїздки він заспівав «O Canada» і «The Maple Leaf Forever» на залізничній платформі 21-го причалу, куди сотні людей прийшли побачити його. Величезна кількість золота в злитках була таємно відправлена через 21-й причал під час війни до банків в Оттаві та Монреалі, щоб зберегти валютні резерви обложених європейських країн. Лише Велика Британія відвантажила понад 2,5 мільярда золотих резервів у 50 різних партіях під кодовими назвами «маргарин» або «арахіс» між 1939 і 1941 роками. Наприкінці війни причал вітав війська, що поверталися, а за ними — воєнних наречених. 5 березня 1944 року 21-й причал сильно пошкодила велика пожежа, внаслідок чого центральну частину споруди було перебудовано якраз вчасно, щоб прийняти солдатів, що повернулися, і військових наречених у 1945 році.

### Повоєнний
Слідом за воєнними нареченими кілька великих хвиль іммігрантів прибули до 21-го причалу, починаючи з біженців із числа переміщених осіб з усієї Європи, включаючи багатьох тих, хто пережив Голокост. За цими біженцями прибула велика кількість післявоєнних економічних іммігрантів з кількох європейських країн, таких як Велика Британія, Італія, Німеччина та Нідерланди.
Один із найменших кораблів, які коли-небудь заходили на пірс 21, колишній тральщик SS Walnut прибув у 1948 році разом із 347 біженцями з Балтії, що викликало суперечки щодо їхнього допуску до Канади, які сформували післявоєнну політику Канади щодо біженців. 1950-ті роки відзначилися роками піку прибуття іммігрантів, багато з яких були італо-канадцями. У 1950-х роках над імміграційною прибудовою була побудована велика двоповерхова прибудова, щоб впоратися з інтенсивним трафіком післявоєнної європейської імміграції. Угорське повстання 1956 року привело до причалу 21 ще одну групу біженців, хоча деякі з цієї хвилі тепер прибували літаками. Зменшення кількості подорожей на океанських лайнерах у зв’язку зі збільшенням кількості подорожей на реактивних літаках у 1960-х роках спричинило переміщення імміграції в аеропорти. З огляду на те, що до причалу 21 заходить небагато кораблів, термінал використовувався частіше в останні роки для обробки надлишків з імміграційних офісів аеропорту. Останньою великою групою іммігрантів були 100 кубинських біженців з міжнародного аеропорту Ґандер, яких у 1970 році перевели на причал 21 для розміщення, поки розглядатимуться їхні заявки на отримання статусу біженця. Останнім кораблем, який доставив іммігрантів на пірс 21, був SS <i id="mwkQ">Cristoforo Colombo</i> 30 березня 1971 року. Причал 21 закрив свої двері 31 березня 1971 року. Кілька інших кораблів прибули до Галіфакса з іммігрантами після закриття причалу 21, але їх прийняли співробітники імміграційної служби, які працювали в офісі в центрі міста.

### Поімміграційне використання

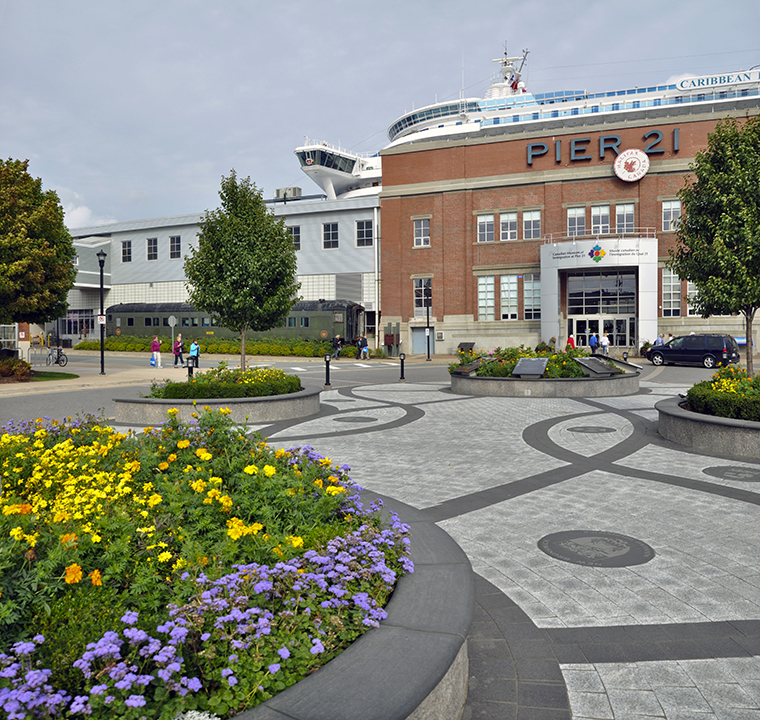
Музей Причалу 21 у 2015 році

З 1970-х до 1991 року в колишній імміграційній установі на причалі 21 розташовувався Морський інститут Нової Шотландії, навчальний заклад для професійних мореплавців. Протягом 1990-х років це приміщення гостило студії та майстерні для художників. Імміграційний додаток використовувався митниками та поліцією порту Галіфакс. Зростання індустрії круїзних суден у 1980-х роках призвело до повернення великих пасажирських суден на причали Пірсу 21, але лише для коротких розважальних візитів. Деякі з колишніх зон імміграційного габу в терміналах 20 і 22 були поетапно переобладнані для прийому пасажирів круїзних лайнерів і торговельних площ.
22 вересня 1997 року об'єкт Причал 21 був визначений Національним історичним місцем Канади за рекомендацією Ради історичних місць і пам'яток Канади через важливу роль об'єкта в імміграції в Канаду в 20 столітті та тому, що це останній збережений імміграційний морський порт у Канаді. У 1999 році Товариство Pier 21 відкрило інформаційний центр в частині колишньої імміграційної служби. Товариство стало Канадським музеєм імміграції на причалі 21 у 2010 році та зайняло розширену частину колишнього імміграційного закладу. У 2011 році портовий кампус Коледжу мистецтва та дизайну Нової Шотландії перейняв колишнє медичне, утримувальне та житлове відділення Причалу 21. У травні 2006 року пивоварна компанія Garrison орендувала значну частину будівлі імміграційної прибудови. Різноманітні роздрібні магазини, а також студії художників і архітекторів і культурні організації займають решту імміграційного терміналу.
Наприкінці 2005 року Керрі-Енн Сміт із причалу 21 і віце-адмірал Дункан «Дасті» Міллер передали деревину з покрівлі будівлі до проєкту Six String Nation. Частина цього матеріалу тепер утворює Х-подібну конструкцію всередині Voyageur, гітари в центрі проєкту.

## Подальше читання
- - Joyce, Sandra, The Street Arab – The Story of a British Home Child (2011) Welldone Publishing, Toronto Canada, ISBN 978-0-9877640-0-3, www.sandrajoyce.com
  - LeBlanc, J.P.; Mitic, Trudy (2011). Pier 21 Gateway that Changed Canada. Halifax, Nova Scotia: Nimbus. ISBN 9781551099095. Архів оригіналу за 23 серпня 2014. Процитовано 31 липня 2014.
  - Granfield, Linda (2000). Pier 21 : gateway of hope. Toronto: Tundra Books. ISBN 9780887765179.
  - Schwinghamer, Steven and Jan Raska, Pier 21: A History, University of Ottawa Press (2020).

## Зовнішні посилання
- Причал 21